# Lijst van burgemeesters van Zürich
Hieronder bevindt zich de lijst van burgemeesters van Zürich sinds het herstel van het Eedgenootschap in 1803 (Mediationstijd). In het verleden werd de burgemeester van de stad Zürich ambtsbürgermeister genoemd en was hij naast burgemeester van Zürich ook voorzitter van de Regeringsraad van het kanton Zürich. In 1803 werd het ambt van Stadtpräsident ingesteld. De Stadtpräsident ging over het dagelijks bestuur van de gemeente Züricht, de Ambtsbürgermeister regeerde echter over de gemeente Zürich én het kanton Zürich. In 1869 werd Zürich een zelfstandige gemeente binnen het kanton en werd de macht van de Ambtsbürgermeister, sindsdien voorzitter van de Regeringsraad genoemd, beperkt tot het kanton Zürich. De Stadtpräsident bestuurt sindsdien de gemeente. De Stadtpräsident wordt rechtstreeks door de bevolking voor de duur van vier jaar gekozen en kan worden herkozen.
Zie ook: Lijst van voorzitters van de Regeringsraad van Zürich

## Stadtpräsidenten
| Persoon                  | Jaar van verkiezing | Partij |
| ------------------------ | ------------------- | ------ |
| Hans Konrad Escher       | 1803                |        |
| Hans Rudolf Werdmüller   | 1804                |        |
| Johann Heinrich Landolt  | 1810                |        |
| Hans Georg Finsler       | 1815                |        |
| Hans Konrad Vogel        | 1821                |        |
| Georg Konrad Bürkli      | 1831                |        |
| Hans Jakob Escher        | 1831                |        |
| Paul Karl Eduard Ziegler | 1837                |        |
| Hans Ludwig Hess         | 1840                |        |
| Johann Heinrich Mousson  | 1863                |        |
| Melchior Römer           | 1869                | FDP    |
| Hans Konrad Pestalozzi   | 1889                | FDP    |
| Jakob Robert Billeter    | 1909                | FDP    |
| Hans Nägeli              | 1917                | DP     |
| Emil Klöti               | 1928                | SP     |
| Ernst Nobs               | 1942                | SP     |
| Adolf Lüchinger          | 1944                | SP     |
| Emil Landolt             | 1949                | FDP    |
| Sigmund Widmer           | 1966                | LdU    |
| Thomas Wagner            | 1982                | FDP    |
| Josef Estermann          | 1990                | SP     |
| Elmar Ledergerber        | 2002                | SP     |
| Corine Mauch             | 2009                | SP     |